# Eisenbach (Luxembourg)
Eisenbach (en luxembourgeois : Eesbech ) est un lieu-dit de la commune luxembourgeoise de Parc Hosingen située dans le canton de Clervaux. 
Au congrès de Vienne en 1815, les frontières de l'Europe sont redécoupées et un traité frontalier l'année suivante dispose que, la commune d'Eisenbach composée des villages de Obereisenbach, Untereisenbach (au Luxembourg) et Übereisenbach (en Prusse) est divisée entre le royaume uni des Pays-Bas et le royaume de Prusse.